# Healthy Ageing Tour 2018
La 8e édition de l'Healthy Ageing Tour (connu auparavant sous le nom d'Energiewacht Tour) a lieu du 4 avril au 8 avril 2018. La course fait partie du calendrier international féminin UCI 2018 en catégorie 2.1.
La course est largement dominée par la formation Boels Dolmans. Anna van der Breggen remporte le contre-la-montre inaugural devant sa coéquipière Chantal Blaak. Le lendemain, une bordure de treize coureuses se forme. Amy Pieters et Alice Barnes s'extraient de ce groupe pour se disputer la victoire. La Néerlandaise s'impose et s'empare du maillot jaune. Kirsten Wild gagne la troisième étape, secteur a, au sprint. L'après-midi, le contre-la-montre par équipes est remporté largement par Boels Dolmans. La quatrième étape donne lieu à un scénario similaire à celui de la deuxième étape. Chantal Blaak gagne le sprint du groupe de dix coureuses. Sur le critérium du dernier jour, Aafke Soet sort du groupe d'une dizaine d'échappée pour s'imposer en solitaire. Finalement, Amy Pieters remporte la course devant Chantal Blaak et Christine Majerus. Kirsten Wild est vainqueur du classement par points et Natalie van Gogh de celui des sprints. Lisa Klein est la meilleure jeune, Femke Markus est la meilleure amateur néerlandaise et Boels Dolmans, logiquement, la meilleure équipe.

## Équipes
| Équipes féminines professionnelles (9)- Boels Dolmans - Canyon-SRAM Racing - Hitec Products-Birk Sport - Parkhotel Valkenburg-Destil - Servetto-Stradalli Cycle - Virtu - WaowDeals - Wiggle High5 - WNT-Rotor Pro Cycling Équipes nationales (3)- Allemagne - Danemark - Pays-Bas Équipe féminines amateur (8)- Jan van Arckel - Maxx-Solar - NCC Group-Kuota-Torelli - NWVG - Restore - Swaboladies.nl - Team Drenthe - Jos Feron Lady Force |
| |

## Étapes
| Étape      | Date   | Villes étapes             | type                         | Distance (km) | Vainqueur d'étape    | Leader du classement général |
| ---------- | ------ | ------------------------- | ---------------------------- | ------------- | -------------------- | ---------------------------- |
| 1re étape  | 4 avr. | Heerenveen – Heerenveen   | contre-la-montre individuel  | 8             | Anna van der Breggen | Anna van der Breggen         |
| 2e étape   | 5 avr. | Grootegast – Grootegast   | étape de plaine              | 131,3         | Amy Pieters          | Amy Pieters                  |
| 3e a étape | 6 avr. | Oldambt – Winschoten      | étape de plaine              | 66,2          | Kirsten Wild         | Amy Pieters                  |
| 3e b étape | 6 avr. | Stadskanaal – Stadskanaal | contre-la-montre par équipes | 17,5          | Boels Dolmans        | Amy Pieters                  |
| 4e étape   | 7 avr. | Hogeland – Winsum         | étape de plaine              | 142,9         | Chantal Blaak        | Amy Pieters                  |
| 5e étape   | 8 avr. | Groningue – Groningue     | étape de plaine              | 94,3          | Aafke Soet           | Amy Pieters                  |

## Déroulement de la course

### 1reétape
Sur ce contre-la-montre inaugural, la formation Boels Dolmans réalise le doublet avec Anna van der Breggen et Chantal Blaak, s'offrant d'ores et déjà une option pour la victoire finale. Lisa Brennauer est troisième de l'étape à dix secondes.
| \| Classement de l'étape \| Classement de l'étape \| Classement de l'étape \| Classement de l'étape \| Classement de l'étape \| \| Coureuse \| Coureuse \| Pays \| Équipe \| Temps \| \| --------------------- \| --------------------- \| --------------------- \| --------------------- \| --------------------- \| \| 1re \| Anna van der Breggen \| Pays-Bas \| Boels Dolmans \| 10 min 35 s \| \| 2e \| Chantal Blaak \| Pays-Bas \| Boels Dolmans \| + 2 s \| \| 3e \| Lisa Brennauer \| Allemagne \| Wiggle High5 \| + 10 s \| \| 4e \| Lisa Klein \| Allemagne \| Canyon-SRAM Racing \| + 13 s \| \| 5e \| Kirsten Wild \| Pays-Bas \| Wiggle High5 \| + 13 s \| \| 6e \| Amy Pieters \| Pays-Bas \| Boels Dolmans \| + 15 s \| \| 7e \| Alice Barnes \| Royaume-Uni \| Canyon-SRAM Racing \| + 20 s \| \| 8e \| Christine Majerus \| Luxembourg \| Boels Dolmans \| + 25 s \| \| 9e \| Mieke Kröger \| Allemagne \| Virtu Cycling Women \| + 26 s \| \| 10e \| Trixi Worrack \| Allemagne \| Canyon-SRAM Racing \| + 29 s \| |                      |             |                     |             |
| |                      |             |                     |             |
| Sources : ProCyclingStats Cycling Quotient |                      |             |                     |             |
| Classement de l'étape |                      |             |                     |             |
| Coureuse | Coureuse             | Pays        | Équipe              | Temps       |
| 1re | Anna van der Breggen | Pays-Bas    | Boels Dolmans       | 10 min 35 s |
| 2e | Chantal Blaak        | Pays-Bas    | Boels Dolmans       | + 2 s       |
| 3e | Lisa Brennauer       | Allemagne   | Wiggle High5        | + 10 s      |
| 4e | Lisa Klein           | Allemagne   | Canyon-SRAM Racing  | + 13 s      |
| 5e | Kirsten Wild         | Pays-Bas    | Wiggle High5        | + 13 s      |
| 6e | Amy Pieters          | Pays-Bas    | Boels Dolmans       | + 15 s      |
| 7e | Alice Barnes         | Royaume-Uni | Canyon-SRAM Racing  | + 20 s      |
| 8e | Christine Majerus    | Luxembourg  | Boels Dolmans       | + 25 s      |
| 9e | Mieke Kröger         | Allemagne   | Virtu Cycling Women | + 26 s      |
| 10e | Trixi Worrack        | Allemagne   | Canyon-SRAM Racing  | + 29 s      |

| \| Classement général \| Classement général \| Classement général \| Classement général \| Classement général \| \| Coureuse \| Coureuse \| Pays \| Équipe \| Temps \| \| ------------------ \| -------------------- \| ------------------ \| ------------------- \| ------------------ \| \| 1re \| Anna van der Breggen \| Pays-Bas \| Boels Dolmans \| 10 min 35 s \| \| 2e \| Chantal Blaak \| Pays-Bas \| Boels Dolmans \| + 2 s \| \| 3e \| Lisa Brennauer \| Allemagne \| Wiggle High5 \| + 10 s \| \| 4e \| Lisa Klein \| Allemagne \| Canyon-SRAM Racing \| + 13 s \| \| 5e \| Kirsten Wild \| Pays-Bas \| Wiggle High5 \| + 13 s \| \| 6e \| Amy Pieters \| Pays-Bas \| Boels Dolmans \| + 15 s \| \| 7e \| Alice Barnes \| Royaume-Uni \| Canyon-SRAM Racing \| + 20 s \| \| 8e \| Christine Majerus \| Luxembourg \| Boels Dolmans \| + 25 s \| \| 9e \| Mieke Kröger \| Allemagne \| Virtu Cycling Women \| + 26 s \| \| 10e \| Trixi Worrack \| Allemagne \| Canyon-SRAM Racing \| + 29 s \| |                      |             |                     |             |
| |                      |             |                     |             |
| Sources : ProCyclingStats Cycling Quotient |                      |             |                     |             |
| Classement général |                      |             |                     |             |
| Coureuse | Coureuse             | Pays        | Équipe              | Temps       |
| 1re | Anna van der Breggen | Pays-Bas    | Boels Dolmans       | 10 min 35 s |
| 2e | Chantal Blaak        | Pays-Bas    | Boels Dolmans       | + 2 s       |
| 3e | Lisa Brennauer       | Allemagne   | Wiggle High5        | + 10 s      |
| 4e | Lisa Klein           | Allemagne   | Canyon-SRAM Racing  | + 13 s      |
| 5e | Kirsten Wild         | Pays-Bas    | Wiggle High5        | + 13 s      |
| 6e | Amy Pieters          | Pays-Bas    | Boels Dolmans       | + 15 s      |
| 7e | Alice Barnes         | Royaume-Uni | Canyon-SRAM Racing  | + 20 s      |
| 8e | Christine Majerus    | Luxembourg  | Boels Dolmans       | + 25 s      |
| 9e | Mieke Kröger         | Allemagne   | Virtu Cycling Women | + 26 s      |
| 10e | Trixi Worrack        | Allemagne   | Canyon-SRAM Racing  | + 29 s      |

### 2eétape
L'étape débute sous la pluie. Au bout de quelques kilomètres une bordure composée de treize coureuses se forme. Il s'agit de : Anna van der Breggen, Chantal Blaak, Christine Majerus, Amy Pieters, Alice Barnes, Trixi Worrack, Kirsten Wild, Lisa Brennauer, Jeanne Korevaar, Anouska Koster, Natalie van Gogh et Maaike Boogaard. À l'arrivée sur le circuit urbain, ce groupe compte une minute d'avance sur un groupe de chasse. Dans l'avant-dernier tour, Alice Barnes, Lisa Brennauer, Anouska Koster, Amy Pieters et Natalie van Gogh attaquent. À dix kilomètres de l'arrivée, Alice Barnes et Amy Pieters sortent à leur tour de ce nouveau groupe. Elles se disputent la victoire lors d'un sprint lancé de loin par la Néerlandaise. Finalement, Amy Pieters s'impose de justesse. Elle s'empare par la même occasion du maillot jaune,.
| \| Classement de l'étape \| Classement de l'étape \| Classement de l'étape \| Classement de l'étape \| Classement de l'étape \| \| Coureuse \| Coureuse \| Pays \| Équipe \| Temps \| \| --------------------- \| --------------------- \| --------------------- \| --------------------- \| --------------------- \| \| 1re \| Amy Pieters \| Pays-Bas \| Boels Dolmans \| 3 h 22 min 01 s \| \| 2e \| Alice Barnes \| Royaume-Uni \| Canyon-SRAM Racing \| + 0 s \| \| 3e \| Anna van der Breggen \| Pays-Bas \| Boels Dolmans \| + 35 s \| \| 4e \| Kirsten Wild \| Pays-Bas \| Wiggle High5 \| + 35 s \| \| 5e \| Chantal Blaak \| Pays-Bas \| Boels Dolmans \| + 35 s \| \| 6e \| Lisa Klein \| Allemagne \| Canyon-SRAM Racing \| + 35 s \| \| 7e \| Anouska Koster \| Pays-Bas \| WaowDeals \| + 35 s \| \| 8e \| Maaike Boogaard \| Pays-Bas \| Pays-Bas \| + 35 s \| \| 9e \| Natalie van Gogh \| Pays-Bas \| Parkhotel Valkenburg \| + 35 s \| \| 10e \| Christine Majerus \| Luxembourg \| Boels Dolmans \| + 35 s \| |                      |             |                      |                 |
| |                      |             |                      |                 |
| Sources : ProCyclingStats Cycling Quotient |                      |             |                      |                 |
| Classement de l'étape |                      |             |                      |                 |
| Coureuse | Coureuse             | Pays        | Équipe               | Temps           |
| 1re | Amy Pieters          | Pays-Bas    | Boels Dolmans        | 3 h 22 min 01 s |
| 2e | Alice Barnes         | Royaume-Uni | Canyon-SRAM Racing   | + 0 s           |
| 3e | Anna van der Breggen | Pays-Bas    | Boels Dolmans        | + 35 s          |
| 4e | Kirsten Wild         | Pays-Bas    | Wiggle High5         | + 35 s          |
| 5e | Chantal Blaak        | Pays-Bas    | Boels Dolmans        | + 35 s          |
| 6e | Lisa Klein           | Allemagne   | Canyon-SRAM Racing   | + 35 s          |
| 7e | Anouska Koster       | Pays-Bas    | WaowDeals            | + 35 s          |
| 8e | Maaike Boogaard      | Pays-Bas    | Pays-Bas             | + 35 s          |
| 9e | Natalie van Gogh     | Pays-Bas    | Parkhotel Valkenburg | + 35 s          |
| 10e | Christine Majerus    | Luxembourg  | Boels Dolmans        | + 35 s          |

| \| Classement général \| Classement général \| Classement général \| Classement général \| Classement général \| \| Coureuse \| Coureuse \| Pays \| Équipe \| Temps \| \| ------------------ \| -------------------- \| ------------------ \| ------------------ \| ------------------ \| \| 1re \| Amy Pieters \| Pays-Bas \| Boels Dolmans \| 3 h 32 min 40 s \| \| 2e \| Alice Barnes \| Royaume-Uni \| Canyon-SRAM Racing \| + 10 s \| \| 3e \| Anna van der Breggen \| Pays-Bas \| Boels Dolmans \| + 25 s \| \| 4e \| Chantal Blaak \| Pays-Bas \| Boels Dolmans \| + 30 s \| \| 5e \| Lisa Klein \| Allemagne \| Canyon-SRAM Racing \| + 44 s \| \| 6e \| Kirsten Wild \| Pays-Bas \| Wiggle High5 \| + 44 s \| \| 7e \| Lisa Brennauer \| Allemagne \| Wiggle High5 \| + 54 s \| \| 8e \| Christine Majerus \| Luxembourg \| Boels Dolmans \| + 56 s \| \| 9e \| Trixi Worrack \| Allemagne \| Canyon-SRAM Racing \| + 1 min 00 s \| \| 10e \| Anouska Koster \| Pays-Bas \| WaowDeals \| + 1 min 04 s \| |                      |             |                    |                 |
| |                      |             |                    |                 |
| Sources : ProCyclingStats Cycling Quotient |                      |             |                    |                 |
| Classement général |                      |             |                    |                 |
| Coureuse | Coureuse             | Pays        | Équipe             | Temps           |
| 1re | Amy Pieters          | Pays-Bas    | Boels Dolmans      | 3 h 32 min 40 s |
| 2e | Alice Barnes         | Royaume-Uni | Canyon-SRAM Racing | + 10 s          |
| 3e | Anna van der Breggen | Pays-Bas    | Boels Dolmans      | + 25 s          |
| 4e | Chantal Blaak        | Pays-Bas    | Boels Dolmans      | + 30 s          |
| 5e | Lisa Klein           | Allemagne   | Canyon-SRAM Racing | + 44 s          |
| 6e | Kirsten Wild         | Pays-Bas    | Wiggle High5       | + 44 s          |
| 7e | Lisa Brennauer       | Allemagne   | Wiggle High5       | + 54 s          |
| 8e | Christine Majerus    | Luxembourg  | Boels Dolmans      | + 56 s          |
| 9e | Trixi Worrack        | Allemagne   | Canyon-SRAM Racing | + 1 min 00 s    |
| 10e | Anouska Koster       | Pays-Bas    | WaowDeals          | + 1 min 04 s    |

### 3eétape, secteur a
L'échappée est formée de Braam, Kaat Hannes, Mieke Kröger, Meijering et Van der Hulst. Mieke Kröger part seule dans les derniers kilomètres. Elle est reprise à quatre kilomètres de l'arrivée. Au sprint, Kirsten Wild se montre la plus rapide devant Christine Majerus et Lisa Klein.
| \| Classement de l'étape \| Classement de l'étape \| Classement de l'étape \| Classement de l'étape \| Classement de l'étape \| \| Coureuse \| Coureuse \| Pays \| Équipe \| Temps \| \| --------------------- \| --------------------- \| --------------------- \| ------------------------- \| --------------------- \| \| 1re \| Kirsten Wild \| Pays-Bas \| Wiggle High5 \| 1 h 33 min 00 s \| \| 2e \| Christine Majerus \| Luxembourg \| Boels Dolmans \| + 0 s \| \| 3e \| Lisa Klein \| Allemagne \| Canyon-SRAM Racing \| + 0 s \| \| 4e \| Lorena Wiebes \| Pays-Bas \| Parkhotel Valkenburg \| + 0 s \| \| 5e \| Susanne Andersen \| Norvège \| Hitec Products-Birk Sport \| + 0 s \| \| 6e \| Barbara Guarischi \| Italie \| Virtu Cycling Women \| + 0 s \| \| 7e \| Riejanne Markus \| Pays-Bas \| WaowDeals \| + 0 s \| \| 8e \| Anna van der Breggen \| Pays-Bas \| Boels Dolmans \| + 0 s \| \| 9e \| Amy Pieters \| Pays-Bas \| Boels Dolmans \| + 0 s \| \| 10e \| Chantal Blaak \| Pays-Bas \| Boels Dolmans \| + 0 s \| |                      |            |                           |                 |
| |                      |            |                           |                 |
| Source : Cycling Quotient |                      |            |                           |                 |
| Classement de l'étape |                      |            |                           |                 |
| Coureuse | Coureuse             | Pays       | Équipe                    | Temps           |
| 1re | Kirsten Wild         | Pays-Bas   | Wiggle High5              | 1 h 33 min 00 s |
| 2e | Christine Majerus    | Luxembourg | Boels Dolmans             | + 0 s           |
| 3e | Lisa Klein           | Allemagne  | Canyon-SRAM Racing        | + 0 s           |
| 4e | Lorena Wiebes        | Pays-Bas   | Parkhotel Valkenburg      | + 0 s           |
| 5e | Susanne Andersen     | Norvège    | Hitec Products-Birk Sport | + 0 s           |
| 6e | Barbara Guarischi    | Italie     | Virtu Cycling Women       | + 0 s           |
| 7e | Riejanne Markus      | Pays-Bas   | WaowDeals                 | + 0 s           |
| 8e | Anna van der Breggen | Pays-Bas   | Boels Dolmans             | + 0 s           |
| 9e | Amy Pieters          | Pays-Bas   | Boels Dolmans             | + 0 s           |
| 10e | Chantal Blaak        | Pays-Bas   | Boels Dolmans             | + 0 s           |

| \| Classement général \| Classement général \| Classement général \| Classement général \| Classement général \| \| Coureuse \| Coureuse \| Pays \| Équipe \| Temps \| \| ------------------ \| -------------------- \| ------------------ \| -------------------- \| ------------------ \| \| 1re \| Amy Pieters \| Pays-Bas \| Boels Dolmans \| 5 h 05 min 38 s \| \| 2e \| Anna van der Breggen \| Pays-Bas \| Boels Dolmans \| + 27 s \| \| 3e \| Chantal Blaak \| Pays-Bas \| Boels Dolmans \| + 32 s \| \| 4e \| Kirsten Wild \| Pays-Bas \| Wiggle High5 \| + 40 s \| \| 5e \| Lisa Klein \| Allemagne \| Canyon-SRAM Racing \| + 44 s \| \| 6e \| Christine Majerus \| Luxembourg \| Boels Dolmans \| + 54 s \| \| 7e \| Lisa Brennauer \| Allemagne \| Wiggle High5 \| + 55 s \| \| 8e \| Trixi Worrack \| Allemagne \| Canyon-SRAM Racing \| + 1 min 02 s \| \| 9e \| Anouska Koster \| Pays-Bas \| WaowDeals \| + 1 min 06 s \| \| 10e \| Natalie van Gogh \| Pays-Bas \| Parkhotel Valkenburg \| + 1 min 07 s \| |                      |            |                      |                 |
| |                      |            |                      |                 |
| Source : Cycling Quotient |                      |            |                      |                 |
| Classement général |                      |            |                      |                 |
| Coureuse | Coureuse             | Pays       | Équipe               | Temps           |
| 1re | Amy Pieters          | Pays-Bas   | Boels Dolmans        | 5 h 05 min 38 s |
| 2e | Anna van der Breggen | Pays-Bas   | Boels Dolmans        | + 27 s          |
| 3e | Chantal Blaak        | Pays-Bas   | Boels Dolmans        | + 32 s          |
| 4e | Kirsten Wild         | Pays-Bas   | Wiggle High5         | + 40 s          |
| 5e | Lisa Klein           | Allemagne  | Canyon-SRAM Racing   | + 44 s          |
| 6e | Christine Majerus    | Luxembourg | Boels Dolmans        | + 54 s          |
| 7e | Lisa Brennauer       | Allemagne  | Wiggle High5         | + 55 s          |
| 8e | Trixi Worrack        | Allemagne  | Canyon-SRAM Racing   | + 1 min 02 s    |
| 9e | Anouska Koster       | Pays-Bas   | WaowDeals            | + 1 min 06 s    |
| 10e | Natalie van Gogh     | Pays-Bas   | Parkhotel Valkenburg | + 1 min 07 s    |

### 3eétape, secteur b
La formation Boels Dolmans remporte largement le contre-la-montre par équipes et assoit ainsi sa domination au classement général.
| \| Classement de l'étape \| Classement de l'étape \| Classement de l'étape \| Classement de l'étape \| Classement de l'étape \| Classement de l'étape \| \| Équipe \| Équipe \| Pays \| Temps \| Écart de temps \| Vitesse moy. \| \| --------------------- \| --------------------------- \| --------------------- \| --------------------- \| --------------------- \| --------------------- \| \| 1re \| Boels Dolmans \| Pays-Bas \| 21 min 54 s \| \| 47.945 km/h \| \| 2e \| Virtu \| Danemark \| 22 min 46 s \| + 52 s \| 46.120 km/h \| \| 3e \| Canyon-SRAM Racing \| Allemagne \| 22 min 55 s \| + 1 min 01 s \| 45.818 km/h \| \| 4e \| Wiggle High5 \| Royaume-Uni \| 22 min 56 s \| + 1 min 02 s \| 45.785 km/h \| \| 5e \| Parkhotel Valkenburg-Destil \| Pays-Bas \| 22 min 59 s \| + 1 min 05 s \| 45.685 km/h \| \| 6e \| WaowDeals \| Pays-Bas \| 23 min 01 s \| + 1 min 07 s \| 45.619 km/h \| \| 7e \| Pays-Bas \| Pays-Bas \| 23 min 06 s \| + 1 min 12 s \| 45.455 km/h \| \| 8e \| Hitec Products-Birk Sport \| Norvège \| 23 min 43 s \| + 1 min 49 s \| 44.273 km/h \| \| 9e \| Swaboladies.nl \| Pays-Bas \| 24 min 03 s \| + 2 min 09 s \| 43.659 km/h \| \| 10e \| Danemark \| Danemark \| 24 min 13 s \| + 2 min 19 s \| 43.359 km/h \| |                             |             |             |                |              |
| |                             |             |             |                |              |
| Source : ProCyclingStats |                             |             |             |                |              |
| Classement de l'étape |                             |             |             |                |              |
| Équipe | Équipe                      | Pays        | Temps       | Écart de temps | Vitesse moy. |
| 1re | Boels Dolmans               | Pays-Bas    | 21 min 54 s |                | 47.945 km/h  |
| 2e | Virtu                       | Danemark    | 22 min 46 s | + 52 s         | 46.120 km/h  |
| 3e | Canyon-SRAM Racing          | Allemagne   | 22 min 55 s | + 1 min 01 s   | 45.818 km/h  |
| 4e | Wiggle High5                | Royaume-Uni | 22 min 56 s | + 1 min 02 s   | 45.785 km/h  |
| 5e | Parkhotel Valkenburg-Destil | Pays-Bas    | 22 min 59 s | + 1 min 05 s   | 45.685 km/h  |
| 6e | WaowDeals                   | Pays-Bas    | 23 min 01 s | + 1 min 07 s   | 45.619 km/h  |
| 7e | Pays-Bas                    | Pays-Bas    | 23 min 06 s | + 1 min 12 s   | 45.455 km/h  |
| 8e | Hitec Products-Birk Sport   | Norvège     | 23 min 43 s | + 1 min 49 s   | 44.273 km/h  |
| 9e | Swaboladies.nl              | Pays-Bas    | 24 min 03 s | + 2 min 09 s   | 43.659 km/h  |
| 10e | Danemark                    | Danemark    | 24 min 13 s | + 2 min 19 s   | 43.359 km/h  |

| \| Classement général \| Classement général \| Classement général \| Classement général \| Classement général \| \| Coureuse \| Coureuse \| Pays \| Équipe \| Temps \| \| ------------------ \| -------------------- \| ------------------ \| -------------------- \| ------------------ \| \| 1re \| Amy Pieters \| Pays-Bas \| Boels Dolmans \| 5 h 27 min 32 s \| \| 2e \| Anna van der Breggen \| Pays-Bas \| Boels Dolmans \| + 27 s \| \| 3e \| Chantal Blaak \| Pays-Bas \| Boels Dolmans \| + 32 s \| \| 4e \| Christine Majerus \| Luxembourg \| Boels Dolmans \| + 54 s \| \| 5e \| Kirsten Wild \| Pays-Bas \| Wiggle High5 \| + 1 min 42 s \| \| 6e \| Lisa Klein \| Allemagne \| Canyon-SRAM Racing \| + 1 min 45 s \| \| 7e \| Lisa Brennauer \| Allemagne \| Wiggle High5 \| + 1 min 57 s \| \| 8e \| Trixi Worrack \| Allemagne \| Canyon-SRAM Racing \| + 2 min 03 s \| \| 9e \| Alice Barnes \| Royaume-Uni \| Canyon-SRAM Racing \| + 2 min 09 s \| \| 10e \| Natalie van Gogh \| Pays-Bas \| Parkhotel Valkenburg \| + 2 min 12 s \| |                      |             |                      |                 |
| |                      |             |                      |                 |
| Source : ProCyclingStats |                      |             |                      |                 |
| Classement général |                      |             |                      |                 |
| Coureuse | Coureuse             | Pays        | Équipe               | Temps           |
| 1re | Amy Pieters          | Pays-Bas    | Boels Dolmans        | 5 h 27 min 32 s |
| 2e | Anna van der Breggen | Pays-Bas    | Boels Dolmans        | + 27 s          |
| 3e | Chantal Blaak        | Pays-Bas    | Boels Dolmans        | + 32 s          |
| 4e | Christine Majerus    | Luxembourg  | Boels Dolmans        | + 54 s          |
| 5e | Kirsten Wild         | Pays-Bas    | Wiggle High5         | + 1 min 42 s    |
| 6e | Lisa Klein           | Allemagne   | Canyon-SRAM Racing   | + 1 min 45 s    |
| 7e | Lisa Brennauer       | Allemagne   | Wiggle High5         | + 1 min 57 s    |
| 8e | Trixi Worrack        | Allemagne   | Canyon-SRAM Racing   | + 2 min 03 s    |
| 9e | Alice Barnes         | Royaume-Uni | Canyon-SRAM Racing   | + 2 min 09 s    |
| 10e | Natalie van Gogh     | Pays-Bas    | Parkhotel Valkenburg | + 2 min 12 s    |

### 4eétape
Le vent opère immédiatement sur l'étape et permet à un groupe de favorites de partir. Il y a tout le top 10 à l'exception de Lisa Brennauer et Alice Barnes. Dans le détail il y a : Amy Pieters, Chantal Blaak, Christine Majerus, Anna van der Breggen, Lisa Klein, Trixi Worrack, Kirsten Wild, Riejanne Markus, Monique van de Ree, Barbara Guarischi, Mieke Kröger, Emilie Moberg et Natalie van Gogh. Elles creusent rapidement un écart important sur le peloton. Le circuit final est particulièrement tortueux. Chantal Blaak négocie mieux les derniers virages et s'impose assez largement devant Kirsten Wild et Monique van de Ree,.
| \| Classement de l'étape \| Classement de l'étape \| Classement de l'étape \| Classement de l'étape \| Classement de l'étape \| \| Coureuse \| Coureuse \| Pays \| Équipe \| Temps \| \| --------------------- \| --------------------- \| --------------------- \| --------------------- \| --------------------- \| \| 1re \| Chantal Blaak \| Pays-Bas \| Boels Dolmans \| 3 h 28 min 11 s \| \| 2e \| Kirsten Wild \| Pays-Bas \| Wiggle High5 \| + 0 s \| \| 3e \| Monique van de Ree \| Pays-Bas \| WaowDeals \| + 0 s \| \| 4e \| Amy Pieters \| Pays-Bas \| Boels Dolmans \| + 0 s \| \| 5e \| Mieke Kröger \| Allemagne \| Virtu Cycling Women \| + 8 s \| \| 6e \| Anna van der Breggen \| Pays-Bas \| Boels Dolmans \| + 15 s \| \| 7e \| Christine Majerus \| Luxembourg \| Boels Dolmans \| + 16 s \| \| 8e \| Barbara Guarischi \| Italie \| Virtu Cycling Women \| + 16 s \| \| 9e \| Lisa Klein \| Allemagne \| Canyon-SRAM Racing \| + 16 s \| \| 10e \| Riejanne Markus \| Pays-Bas \| WaowDeals \| + 23 s \| |                      |            |                     |                 |
| |                      |            |                     |                 |
| Sources : ProCyclingStats Cycling Quotient |                      |            |                     |                 |
| Classement de l'étape |                      |            |                     |                 |
| Coureuse | Coureuse             | Pays       | Équipe              | Temps           |
| 1re | Chantal Blaak        | Pays-Bas   | Boels Dolmans       | 3 h 28 min 11 s |
| 2e | Kirsten Wild         | Pays-Bas   | Wiggle High5        | + 0 s           |
| 3e | Monique van de Ree   | Pays-Bas   | WaowDeals           | + 0 s           |
| 4e | Amy Pieters          | Pays-Bas   | Boels Dolmans       | + 0 s           |
| 5e | Mieke Kröger         | Allemagne  | Virtu Cycling Women | + 8 s           |
| 6e | Anna van der Breggen | Pays-Bas   | Boels Dolmans       | + 15 s          |
| 7e | Christine Majerus    | Luxembourg | Boels Dolmans       | + 16 s          |
| 8e | Barbara Guarischi    | Italie     | Virtu Cycling Women | + 16 s          |
| 9e | Lisa Klein           | Allemagne  | Canyon-SRAM Racing  | + 16 s          |
| 10e | Riejanne Markus      | Pays-Bas   | WaowDeals           | + 23 s          |

| \| Classement général \| Classement général \| Classement général \| Classement général \| Classement général \| \| Coureuse \| Coureuse \| Pays \| Équipe \| Temps \| \| ------------------ \| -------------------- \| ------------------ \| -------------------- \| ------------------ \| \| 1re \| Amy Pieters \| Pays-Bas \| Boels Dolmans \| 8 h 55 min 43 s \| \| 2e \| Chantal Blaak \| Pays-Bas \| Boels Dolmans \| + 22 s \| \| 3e \| Anna van der Breggen \| Pays-Bas \| Boels Dolmans \| + 42 s \| \| 4e \| Christine Majerus \| Luxembourg \| Boels Dolmans \| + 1 min 10 s \| \| 5e \| Kirsten Wild \| Pays-Bas \| Wiggle High5 \| + 1 min 36 s \| \| 6e \| Lisa Klein \| Allemagne \| Canyon-SRAM Racing \| + 2 min 01 s \| \| 7e \| Trixi Worrack \| Allemagne \| Canyon-SRAM Racing \| + 2 min 35 s \| \| 8e \| Natalie van Gogh \| Pays-Bas \| Parkhotel Valkenburg \| + 2 min 48 s \| \| 9e \| Riejanne Markus \| Pays-Bas \| WaowDeals \| + 3 min 13 s \| \| 10e \| Lisa Brennauer \| Allemagne \| Wiggle High5 \| + 5 min 08 s \| |                      |            |                      |                 |
| |                      |            |                      |                 |
| Sources : ProCyclingStats Cycling Quotient |                      |            |                      |                 |
| Classement général |                      |            |                      |                 |
| Coureuse | Coureuse             | Pays       | Équipe               | Temps           |
| 1re | Amy Pieters          | Pays-Bas   | Boels Dolmans        | 8 h 55 min 43 s |
| 2e | Chantal Blaak        | Pays-Bas   | Boels Dolmans        | + 22 s          |
| 3e | Anna van der Breggen | Pays-Bas   | Boels Dolmans        | + 42 s          |
| 4e | Christine Majerus    | Luxembourg | Boels Dolmans        | + 1 min 10 s    |
| 5e | Kirsten Wild         | Pays-Bas   | Wiggle High5         | + 1 min 36 s    |
| 6e | Lisa Klein           | Allemagne  | Canyon-SRAM Racing   | + 2 min 01 s    |
| 7e | Trixi Worrack        | Allemagne  | Canyon-SRAM Racing   | + 2 min 35 s    |
| 8e | Natalie van Gogh     | Pays-Bas   | Parkhotel Valkenburg | + 2 min 48 s    |
| 9e | Riejanne Markus      | Pays-Bas   | WaowDeals            | + 3 min 13 s    |
| 10e | Lisa Brennauer       | Allemagne  | Wiggle High5         | + 5 min 08 s    |

### 5eétape
Sur cette étape entièrement urbaine, un groupe d'échappée se forme mais ne parvient pas à creuser l'écart. Il est composé de : Trixi Worrack, Lisa Brennauer, Jeanne Korevaar, Tatiana Guderzo, Mieke Kröger, Winanda Spoor et Christine Majerus. Le peloton reste à environ trente secondes. À trente kilomètres de l'arrivée, Natalie van Gogh, Aafke Soet et Karlijn Swinkels font le saut depuis le peloton. L'avance de l'échappée s'agrandit alors. Dans le final, de nombreuses attaques ont lieu. Aafke Soet parvient à faire la différence. Elle s'impose seule avec quelques secondes d'avance. Derrière, Mieke Kröger prend la deuxième place. Il n'y a pas de changement au classement général,.
| \| Classement de l'étape \| Classement de l'étape \| Classement de l'étape \| Classement de l'étape \| Classement de l'étape \| \| Coureuse \| Coureuse \| Pays \| Équipe \| Temps \| \| --------------------- \| --------------------- \| --------------------- \| ------------------------- \| --------------------- \| \| 1re \| Aafke Soet \| Pays-Bas \| WNT-Rotor Pro Cycling \| 2 h 23 min 58 s \| \| 2e \| Mieke Kröger \| Allemagne \| Virtu Cycling Women \| + 7 s \| \| 3e \| Christine Majerus \| Luxembourg \| Boels Dolmans \| + 7 s \| \| 4e \| Jeanne Korevaar \| Pays-Bas \| WaowDeals \| + 7 s \| \| 5e \| Lisa Brennauer \| Allemagne \| Wiggle High5 \| + 7 s \| \| 6e \| Natalie van Gogh \| Pays-Bas \| Parkhotel Valkenburg \| + 10 s \| \| 7e \| Trixi Worrack \| Allemagne \| Canyon-SRAM Racing \| + 11 s \| \| 8e \| Tatiana Guderzo \| Italie \| Hitec Products-Birk Sport \| + 11 s \| \| 9e \| Winanda Spoor \| Pays-Bas \| Jan van Arckel \| + 11 s \| \| 10e \| Karlijn Swinkels \| Pays-Bas \| Pays-Bas \| + 11 s \| |                   |            |                           |                 |
| |                   |            |                           |                 |
| Sources : ProCyclingStats Cycling Quotient |                   |            |                           |                 |
| Classement de l'étape |                   |            |                           |                 |
| Coureuse | Coureuse          | Pays       | Équipe                    | Temps           |
| 1re | Aafke Soet        | Pays-Bas   | WNT-Rotor Pro Cycling     | 2 h 23 min 58 s |
| 2e | Mieke Kröger      | Allemagne  | Virtu Cycling Women       | + 7 s           |
| 3e | Christine Majerus | Luxembourg | Boels Dolmans             | + 7 s           |
| 4e | Jeanne Korevaar   | Pays-Bas   | WaowDeals                 | + 7 s           |
| 5e | Lisa Brennauer    | Allemagne  | Wiggle High5              | + 7 s           |
| 6e | Natalie van Gogh  | Pays-Bas   | Parkhotel Valkenburg      | + 10 s          |
| 7e | Trixi Worrack     | Allemagne  | Canyon-SRAM Racing        | + 11 s          |
| 8e | Tatiana Guderzo   | Italie     | Hitec Products-Birk Sport | + 11 s          |
| 9e | Winanda Spoor     | Pays-Bas   | Jan van Arckel            | + 11 s          |
| 10e | Karlijn Swinkels  | Pays-Bas   | Pays-Bas                  | + 11 s          |

## Classements finals

### Classement général final
| \| Classement général \| Classement général \| Classement général \| Classement général \| Classement général \| \| Coureuse \| Coureuse \| Pays \| Équipe \| Temps \| \| ------------------ \| -------------------- \| ------------------ \| -------------------- \| ------------------ \| \| 1re \| Amy Pieters \| Pays-Bas \| Boels Dolmans \| 11 h 20 min 09 s \| \| 2e \| Chantal Blaak \| Pays-Bas \| Boels Dolmans \| + 22 s \| \| 3e \| Christine Majerus \| Luxembourg \| Boels Dolmans \| + 42 s \| \| 4e \| Anna van der Breggen \| Pays-Bas \| Boels Dolmans \| + 42 s \| \| 5e \| Kirsten Wild \| Pays-Bas \| Wiggle High5 \| + 1 min 36 s \| \| 6e \| Lisa Klein \| Allemagne \| Canyon-SRAM Racing \| + 2 min 01 s \| \| 7e \| Trixi Worrack \| Allemagne \| Canyon-SRAM Racing \| + 2 min 18 s \| \| 8e \| Natalie van Gogh \| Pays-Bas \| Parkhotel Valkenburg \| + 2 min 30 s \| \| 9e \| Riejanne Markus \| Pays-Bas \| WaowDeals \| + 3 min 13 s \| \| 10e \| Lisa Brennauer \| Allemagne \| Wiggle High5 \| + 4 min 44 s \| |                      |            |                      |                  |
| |                      |            |                      |                  |
| Source : ProCyclingStats |                      |            |                      |                  |
| Classement général |                      |            |                      |                  |
| Coureuse | Coureuse             | Pays       | Équipe               | Temps            |
| 1re | Amy Pieters          | Pays-Bas   | Boels Dolmans        | 11 h 20 min 09 s |
| 2e | Chantal Blaak        | Pays-Bas   | Boels Dolmans        | + 22 s           |
| 3e | Christine Majerus    | Luxembourg | Boels Dolmans        | + 42 s           |
| 4e | Anna van der Breggen | Pays-Bas   | Boels Dolmans        | + 42 s           |
| 5e | Kirsten Wild         | Pays-Bas   | Wiggle High5         | + 1 min 36 s     |
| 6e | Lisa Klein           | Allemagne  | Canyon-SRAM Racing   | + 2 min 01 s     |
| 7e | Trixi Worrack        | Allemagne  | Canyon-SRAM Racing   | + 2 min 18 s     |
| 8e | Natalie van Gogh     | Pays-Bas   | Parkhotel Valkenburg | + 2 min 30 s     |
| 9e | Riejanne Markus      | Pays-Bas   | WaowDeals            | + 3 min 13 s     |
| 10e | Lisa Brennauer       | Allemagne  | Wiggle High5         | + 4 min 44 s     |

### Points UCI
| Position           | 1er | 2e | 3e | 4e | 5e | 6e | 7e | 8e | 9e | 10e | 11e | 12e | 13e à 15e | 16e à 25e |
| Classement général | 125 | 85 | 70 | 60 | 50 | 40 | 35 | 30 | 25 | 20  | 15  | 10  | 5         | 3         |
| Par étape          | 16  | 12 | 8  | 6  | 5  | 4  | 3  | 2  |    |     |     |     |           |           |
| Leader, par étape  | 3   |    |    |    |    |    |    |    |    |     |     |     |           |           |

### Classements annexes
| Classement par points | Classement par points | Classement par points | Classement par points | Classement par points |
| Coureuse              | Coureuse              | Pays                  | Équipe                | Points                |
| --------------------- | --------------------- | --------------------- | --------------------- | --------------------- |
| 1re                   | Kirsten Wild          | Pays-Bas              | Wiggle High5          | 76 pts                |
| 2e                    | Chantal Blaak         | Pays-Bas              | Boels Dolmans         | 63 pts                |
| 3e                    | Anna van der Breggen  | Pays-Bas              | Boels Dolmans         | 59 pts                |
| 4e                    | Christine Majerus     | Luxembourg            | Boels Dolmans         | 59 pts                |
| 5e                    | Amy Pieters           | Pays-Bas              | Boels Dolmans         | 58 pts                |
| 6e                    | Lisa Klein            | Allemagne             | Canyon-SRAM Racing    | 47 pts                |
| 7e                    | Mieke Kröger          | Allemagne             | Virtu Cycling Women   | 39 pts                |
| 8e                    | Lisa Brennauer        | Allemagne             | Wiggle High5          | 31 pts                |
| 9e                    | Alice Barnes          | Royaume-Uni           | Canyon-SRAM Racing    | 29 pts                |
| 10e                   | Trixi Worrack         | Allemagne             | Canyon-SRAM Racing    | 25 pts                |

| Classement par points | Classement par points | Classement par points | Classement par points | Classement par points |
| Coureuse              | Coureuse              | Pays                  | Équipe                | Points                |
| --------------------- | --------------------- | --------------------- | --------------------- | --------------------- |
| 1re                   | Kirsten Wild          | Pays-Bas              | Wiggle High5          | 76 pts                |
| 2e                    | Chantal Blaak         | Pays-Bas              | Boels Dolmans         | 63 pts                |
| 3e                    | Anna van der Breggen  | Pays-Bas              | Boels Dolmans         | 59 pts                |
| 4e                    | Christine Majerus     | Luxembourg            | Boels Dolmans         | 59 pts                |
| 5e                    | Amy Pieters           | Pays-Bas              | Boels Dolmans         | 58 pts                |
| 6e                    | Lisa Klein            | Allemagne             | Canyon-SRAM Racing    | 47 pts                |
| 7e                    | Mieke Kröger          | Allemagne             | Virtu Cycling Women   | 39 pts                |
| 8e                    | Lisa Brennauer        | Allemagne             | Wiggle High5          | 31 pts                |
| 9e                    | Alice Barnes          | Royaume-Uni           | Canyon-SRAM Racing    | 29 pts                |
| 10e                   | Trixi Worrack         | Allemagne             | Canyon-SRAM Racing    | 25 pts                |

| Classement du meilleur jeune | Classement du meilleur jeune | Classement du meilleur jeune | Classement du meilleur jeune | Classement du meilleur jeune |
| Coureuse                     | Coureuse                     | Pays                         | Équipe                       | Temps                        |
| ---------------------------- | ---------------------------- | ---------------------------- | ---------------------------- | ---------------------------- |
| 1re                          | Lisa Klein                   | Allemagne                    | Canyon-SRAM Racing           | 11 h 22 min 10 s             |
| 2e                           | Jeanne Korevaar              | Pays-Bas                     | WaowDeals                    | + 3 min 25 s                 |
| 3e                           | Amalie Dideriksen            | Danemark                     | Boels Dolmans                | + 3 min 27 s                 |
| 4e                           | Lorena Wiebes                | Pays-Bas                     | Parkhotel Valkenburg         | + 4 min 31 s                 |
| 5e                           | Susanne Andersen             | Norvège                      | Hitec Products-Birk Sport    | + 5 min 20 s                 |
| 6e                           | Pernille Mathiesen           | Danemark                     | Danemark                     | + 6 min 19 s                 |
| 7e                           | Maaike Boogaard              | Pays-Bas                     | Pays-Bas                     | + 7 min 42 s                 |
| 8e                           | Skylar Schneider             | États-Unis                   | Boels Dolmans                | + 7 min 54 s                 |
| 9e                           | Femke Markus                 | Pays-Bas                     | NWVG                         | + 9 min 47 s                 |
| 10e                          | Marjolein van 't Geloof      | Pays-Bas                     | Pays-Bas                     | + 11 min 43 s                |

| Classement du meilleur jeune | Classement du meilleur jeune | Classement du meilleur jeune | Classement du meilleur jeune | Classement du meilleur jeune |
| Coureuse                     | Coureuse                     | Pays                         | Équipe                       | Temps                        |
| ---------------------------- | ---------------------------- | ---------------------------- | ---------------------------- | ---------------------------- |
| 1re                          | Lisa Klein                   | Allemagne                    | Canyon-SRAM Racing           | 11 h 22 min 10 s             |
| 2e                           | Jeanne Korevaar              | Pays-Bas                     | WaowDeals                    | + 3 min 25 s                 |
| 3e                           | Amalie Dideriksen            | Danemark                     | Boels Dolmans                | + 3 min 27 s                 |
| 4e                           | Lorena Wiebes                | Pays-Bas                     | Parkhotel Valkenburg         | + 4 min 31 s                 |
| 5e                           | Susanne Andersen             | Norvège                      | Hitec Products-Birk Sport    | + 5 min 20 s                 |
| 6e                           | Pernille Mathiesen           | Danemark                     | Danemark                     | + 6 min 19 s                 |
| 7e                           | Maaike Boogaard              | Pays-Bas                     | Pays-Bas                     | + 7 min 42 s                 |
| 8e                           | Skylar Schneider             | États-Unis                   | Boels Dolmans                | + 7 min 54 s                 |
| 9e                           | Femke Markus                 | Pays-Bas                     | NWVG                         | + 9 min 47 s                 |
| 10e                          | Marjolein van 't Geloof      | Pays-Bas                     | Pays-Bas                     | + 11 min 43 s                |

| Classement des sprints | Classement des sprints | Classement des sprints | Classement des sprints | Classement des sprints |
| Coureuse               | Coureuse               | Pays                   | Équipe                 | Points                 |
| ---------------------- | ---------------------- | ---------------------- | ---------------------- | ---------------------- |
| 1e                     | Natalie van Gogh       | Pays-Bas               | Parkhotel Valkenburg   | 9 pts                  |
| 2e                     | Winanda Spoor          | Pays-Bas               | Jan van Arckel         | 8 pts                  |
| 3e                     | Mieke Kröger           | Allemagne              | Virtu Cycling Women    | 3 pts                  |
| 4e                     | Danique Braam          | Pays-Bas               | Jan van Arckel         | 3 pts                  |
| 5e                     | Christine Majerus      | Luxembourg             | Boels Dolmans          | 2 pts                  |
| 6e                     | Lisa Brennauer         | Allemagne              | Wiggle High5           | 2 pts                  |
| 7e                     | Kirsten Wild           | Pays-Bas               | Wiggle High5           | 2 pts                  |
| 8e                     | Amy Pieters            | Pays-Bas               | Boels Dolmans          | 2 pts                  |
| 9e                     | Anouska Koster         | Pays-Bas               | WaowDeals              | 2 pts                  |
| 10e                    | Aafke Soet             | Pays-Bas               | WNT-Rotor Pro Cycling  | 1 pt                   |

| Classement des sprints | Classement des sprints | Classement des sprints | Classement des sprints | Classement des sprints |
| Coureuse               | Coureuse               | Pays                   | Équipe                 | Points                 |
| ---------------------- | ---------------------- | ---------------------- | ---------------------- | ---------------------- |
| 1e                     | Natalie van Gogh       | Pays-Bas               | Parkhotel Valkenburg   | 9 pts                  |
| 2e                     | Winanda Spoor          | Pays-Bas               | Jan van Arckel         | 8 pts                  |
| 3e                     | Mieke Kröger           | Allemagne              | Virtu Cycling Women    | 3 pts                  |
| 4e                     | Danique Braam          | Pays-Bas               | Jan van Arckel         | 3 pts                  |
| 5e                     | Christine Majerus      | Luxembourg             | Boels Dolmans          | 2 pts                  |
| 6e                     | Lisa Brennauer         | Allemagne              | Wiggle High5           | 2 pts                  |
| 7e                     | Kirsten Wild           | Pays-Bas               | Wiggle High5           | 2 pts                  |
| 8e                     | Amy Pieters            | Pays-Bas               | Boels Dolmans          | 2 pts                  |
| 9e                     | Anouska Koster         | Pays-Bas               | WaowDeals              | 2 pts                  |
| 10e                    | Aafke Soet             | Pays-Bas               | WNT-Rotor Pro Cycling  | 1 pt                   |

| Classement Classement de la meilleure Néerlandaise en club | Classement Classement de la meilleure Néerlandaise en club | Classement Classement de la meilleure Néerlandaise en club | Classement Classement de la meilleure Néerlandaise en club | Classement Classement de la meilleure Néerlandaise en club |
|                                                            | Coureur                                                    | Pays                                                       | Équipe                                                     | Temps                                                      |
| ---------------------------------------------------------- | ---------------------------------------------------------- | ---------------------------------------------------------- | ---------------------------------------------------------- | ---------------------------------------------------------- |
| 1er                                                        | Femke Markus                                               | Pays-Bas                                                   | NWVG                                                       | en 11 h 31 min 57 s                                        |
| 2e                                                         | Winanda Spoor                                              | Pays-Bas                                                   | Jan van Arckel                                             | +5 min 55 s                                                |
| 3e                                                         | Amber van der Hulst                                        | Pays-Bas                                                   | Swaboladies                                                | +6 min 5 s                                                 |
| modifier                                                   |                                                            |                                                            |                                                            |                                                            |

| Classement par équipes | Classement par équipes      | Classement par équipes | Classement par équipes |
| Équipe                 | Équipe                      | Pays                   | Temps                  |
| ---------------------- | --------------------------- | ---------------------- | ---------------------- |
| 1re                    | Boels Dolmans               | Pays-Bas               | 34 h 01 min 42 s       |
| 2e                     | Canyon-SRAM Racing          | Allemagne              | + 8 min 32 s           |
| 3e                     | WaowDeals                   | Pays-Bas               | + 9 min 35 s           |
| 4e                     | Parkhotel Valkenburg-Destil | Pays-Bas               | + 14 min 38 s          |
| 5e                     | Pays-Bas                    | Pays-Bas               | + 19 min 57 s          |
| 6e                     | Virtu                       | Danemark               | + 21 min 11 s          |
| 7e                     | Wiggle High5                | Royaume-Uni            | + 25 min 51 s          |
| 8e                     | Hitec Products-Birk Sport   | Norvège                | + 28 min 44 s          |
| 9e                     | Jan van Arckel              | Pays-Bas               | + 53 min 18 s          |
| 10e                    | Swaboladies.nl              | Pays-Bas               | + 56 min 28 s          |

| Classement par équipes | Classement par équipes      | Classement par équipes | Classement par équipes |
| Équipe                 | Équipe                      | Pays                   | Temps                  |
| ---------------------- | --------------------------- | ---------------------- | ---------------------- |
| 1re                    | Boels Dolmans               | Pays-Bas               | 34 h 01 min 42 s       |
| 2e                     | Canyon-SRAM Racing          | Allemagne              | + 8 min 32 s           |
| 3e                     | WaowDeals                   | Pays-Bas               | + 9 min 35 s           |
| 4e                     | Parkhotel Valkenburg-Destil | Pays-Bas               | + 14 min 38 s          |
| 5e                     | Pays-Bas                    | Pays-Bas               | + 19 min 57 s          |
| 6e                     | Virtu                       | Danemark               | + 21 min 11 s          |
| 7e                     | Wiggle High5                | Royaume-Uni            | + 25 min 51 s          |
| 8e                     | Hitec Products-Birk Sport   | Norvège                | + 28 min 44 s          |
| 9e                     | Jan van Arckel              | Pays-Bas               | + 53 min 18 s          |
| 10e                    | Swaboladies.nl              | Pays-Bas               | + 56 min 28 s          |

## Évolution des classements
| Étape | Vainqueur            | Classement général   | Classement par points | Classement des sprints | Classement de la meilleure jeune | Prix de la combativité | Classement de la meilleure amateure néerlandaise | Classement par équipes |
| ----- | -------------------- | -------------------- | --------------------- | ---------------------- | -------------------------------- | ---------------------- | ------------------------------------------------ | ---------------------- |
| 1     | Anna van der Breggen | Anna van der Breggen | Anna van der Breggen  | Non attribué           | Lisa Klein                       | Kirsten Wild           | Amber van der Hulst                              | Boels Dolmans          |
| 2     | Amy Pieters          | Amy Pieters          | Anna van der Breggen  | Natalie van Gogh       | Lisa Klein                       | Alice Barnes           | Loes Adegeest                                    | Boels Dolmans          |
| 3a    | Kirsten Wild         | Amy Pieters          | Kirsten Wild          | Danique Braam          | Lisa Klein                       | Mieke Kröger           | Loes Adegeest                                    | Boels Dolmans          |
| 3b    | Boels Dolmans        | Amy Pieters          | Kirsten Wild          | Danique Braam          | Lisa Klein                       | Mieke Kröger           | Loes Adegeest                                    | Boels Dolmans          |
| 4     | Chantal Blaak        | Amy Pieters          | Kirsten Wild          | Natalie van Gogh       | Lisa Klein                       | Emilie Moberg          | Loes Adegeest                                    | Boels Dolmans          |
| 5     | Aafke Soet           | Amy Pieters          | Kirsten Wild          | Natalie van Gogh       | Lisa Klein                       | Winanda Spoor          | Femke Markus                                     | Boels Dolmans          |
| Final | Final                | Amy Pieters          | Kirsten Wild          | Natalie van Gogh       | Lisa Klein                       | Winanda Spoor          | Femke Markus                                     | Boels Dolmans          |

## Liste des participantes
| Légende                          | Légende                                                                                              | Légende                                | Légende |
| -------------------------------- | --- | -------------------------------------- | --- |
| Num                              | Dossard de départ porté par la coureuse sur ce Healthy Ageing Tour féminin                           | Pos                                    | Position finale au classement général                                                                           |
| Leader du classement général     | Indique la vainqueur du classement général                                                           | Leader du classement par points        | Indique la vainqueur du classement par points                                                                   |
| Leader du classement des sprints | Indique la vainqueur du classement des sprints                                                       | Leader du classement du meilleur jeune | Indique la vainqueur du classement de la meilleure jeune                                                        |
|                                  | Indique la vainqueur du classement de la meilleure amateuse néerlandaise                             |                                        | Indique un maillot de champion national ou mondial, suivi de sa spécialité                                      |
| #                                | Indique la meilleure équipe                                                                          | NP                                     | Indique une coureuse qui n'a pas pris le départ d'une étape, suivi du numéro de l'étape où elle s'est retirée   |
| AB                               | Indique une coureuse qui n'a pas terminé une étape, suivi du numéro de l'étape où elle s'est retirée | HD                                     | Indique un coureuse qui a terminé une étape hors des délais, suivi du numéro de l'étape                         |
| DSQ                              | Indique un coureur qui a été disqualifié de la course, suivi du numéro de l'étape                    | *                                      | Indique un coureuse en lice pour le classement de la meilleure jeune (coureuses nées après le 1er janvier 1996) |

| Boels Dolmans# DLT             | Boels Dolmans# DLT              | Boels Dolmans# DLT |
| ------------------------------ | ------------------------------- | ------------------ |
| Num                            | Coureur                         | Pos                |
| 1                              | Anna van der Breggen (NED)      | 4e                 |
| 2                              | Chantal Blaak (NED) (route)     | 2e                 |
| 3                              | Amy Pieters (NED)               | 1re                |
| 4                              | Amalie Dideriksen (DEN)         | 14e                |
| 5                              | Christine Majerus (LUX) (route) | 3e                 |
| 6                              | Skylar Schneider (USA)          | 22e                |
| Directeur sportif : Danny Stam |                                 |                    |

| Canyon-SRAM Racing CSR          | Canyon-SRAM Racing CSR   | Canyon-SRAM Racing CSR |
| ------------------------------- | ------------------------ | ---------------------- |
| Num                             | Coureur                  | Pos                    |
| 11                              | Alice Barnes (GBR)       | 11e                    |
| 12                              | Lisa Klein (GER) (route) | 6e                     |
| 13                              | Christa Riffel (GER)     | 39e                    |
| 14                              | Trixi Worrack (GER)      | 7e                     |
| 15                              | Leah Thorvilson (USA)    | NP-4                   |
| 16                              | Tanja Erath (GER)        | 61e                    |
| Directeur sportif : Ronny Lauke |                          |                        |

| Wiggle High5 WHT                         | Wiggle High5 WHT           | Wiggle High5 WHT |
| ---------------------------------------- | -------------------------- | ---------------- |
| Num                                      | Coureur                    | Pos              |
| 21                                       | Kirsten Wild (NED)         | 5e               |
| 22                                       | Lisa Brennauer (GER)       | 10e              |
| 23                                       | Lucy Garner (GBR)          | 43e              |
| 24                                       | Grace Garner (GBR)         | 65e              |
| 25                                       | Rachele Barbieri (ITA)     | NP-4             |
|                                          | Eri Yonamine (JPN) (route) | 44e              |
| Directeur sportif : Alexandra Greenfield |                            |                  |

| WaowDeals WAD                         | WaowDeals WAD              | WaowDeals WAD |
| ------------------------------------- | -------------------------- | ------------- |
| Num                                   | Coureur                    | Pos           |
| 31                                    | Jeanne Korevaar (NED)      | 13e           |
| 32                                    | Anouska Koster (NED)       | 12e           |
| 33                                    | Riejanne Markus (NED)      | 9e            |
| 35                                    | Monique van de Ree (NED)   | 20e           |
|                                       | Pauliena Rooijakkers (NED) | NP-4          |
|                                       | Rotem Gafinovitz (ISR)     | AB-4          |
| Directeur sportif : Jeroen Blijlevens |                            |               |

| Hitec Products HPU                  | Hitec Products HPU        | Hitec Products HPU |
| ----------------------------------- | ------------------------- | ------------------ |
| Num                                 | Coureur                   | Pos                |
| 41                                  | Susanne Andersen (NOR)    | 18e                |
| 42                                  | Simona Frapporti (ITA)    | 26e                |
| 43                                  | Tatiana Guderzo (ITA)     | 25e                |
| 44                                  | Ingrid Moe (NOR)          | 64e                |
| 45                                  | Ingvild Gåskjenn (NOR)    | AB-4s              |
| 46                                  | Line Marie Gulliken (NOR) | 43e                |
| Directeur sportif : Steven Sergeant |                           |                    |

| Virtu TVC                        | Virtu TVC                  | Virtu TVC |
| -------------------------------- | -------------------------- | --------- |
| Num                              | Coureur                    | Pos       |
| 51                               | Barbara Guarischi (ITA)    | 24e       |
| 52                               | Christina Siggaard (DEN)   | 31e       |
| 53                               | Emilie Moberg (NOR)        | 30e       |
| 54                               | Louise Norman Hansen (NOR) | 37e       |
| 55                               | Mieke Kröger (GER)         | 23e       |
| 56                               | Trine Schmidt (DEN)        | 16e       |
| Directeur sportif : Carmen Small |                            |           |

| Servetto Stradalli SER            | Servetto Stradalli SER  | Servetto Stradalli SER |
| --------------------------------- | ----------------------- | ---------------------- |
| Num                               | Coureur                 | Pos                    |
| 61                                | Anna Potokina (RUS)     | 67e                    |
| 62                                | Kseniia Dobrynina (RUS) | 68e                    |
| 63                                | Argiro Milaki (GRE )    | 66e                    |
| 65                                | Paula Sanmartin (ESP )  | AB-4                   |
|                                   | Rosalia Ortiz (ESP )    | AB-2                   |
| Directeur sportif : Dario Rossino |                         |                        |

| Parkhotel Valkenburg-Destil PVD | Parkhotel Valkenburg-Destil PVD | Parkhotel Valkenburg-Destil PVD |
| ------------------------------- | ------------------------------- | ------------------------------- |
| Num                             | Coureur                         | Pos                             |
| 71                              | Lorena Wiebes (NED)             | 15e                             |
| 72                              | Hanna Solovey (UKR)             | 41e                             |
| 73                              | Ilona Hoeskma (NED)             | 29e                             |
| 74                              | Chanella Stougje (NED)          | NP-3a                           |
| 75                              | Natalie van Gogh (NED)          | 8e                              |
| 76                              | Meike Uiterwijk Winkel (NED)    | NP-4                            |
| Directeur sportif : Raymond Pol |                                 |                                 |

| WNT-Rotor WNT                   | WNT-Rotor WNT                | WNT-Rotor WNT |
| ------------------------------- | ---------------------------- | ------------- |
| Num                             | Coureur                      | Pos           |
| 81                              | Elise Maes (NED)             | 52e           |
| 82                              | Natalie Grinczer (GBR)       | 56e           |
| 83                              | Anna Badegruber (AUT)        | AB-2          |
| 84                              | Lea Lin Teutenberg (GER)     | 63e           |
| 85                              | Aafke Soet (NED)             | 57e           |
|                                 | Gabrille Pilote-Fortin (CAN) | 50e           |
| Directeur sportif : Graeme Herd |                              |               |

| Sélection nationale des Pays-Bas      | Sélection nationale des Pays-Bas | Sélection nationale des Pays-Bas |
| ------------------------------------- | -------------------------------- | -------------------------------- |
| Num                                   | Coureur                          | Pos                              |
| 91                                    | Maaike Boogaard (NED)            | 21e                              |
| 92                                    | Roxane Knetemann (NED)           | 17e                              |
| 93                                    | Karlijn Swinkels (NED)           | 54e                              |
| 94                                    | Marjolein van't Geloof (NED)     | 28e                              |
| 95                                    | Floortje Mackaij (NED)           | AB-4                             |
| 96                                    | Julia Soek (NED)                 | AB-2                             |
| Directeur sportif : Thorwald Veneberg |                                  |                                  |

| Sélection nationale d'Allemagne   | Sélection nationale d'Allemagne | Sélection nationale d'Allemagne |
| --------------------------------- | ------------------------------- | ------------------------------- |
| Num                               | Coureur                         | Pos                             |
| 102                               | Jacqueline Dietrich (GER)       | AB-2                            |
| 103                               | Tatjana Paller (GER)            | AB-2                            |
| 104                               | Corrina Lechner (GER)           | AB-5                            |
| 105                               | Anna Knauer (GER)               | AB-4                            |
| 106                               | Vanessa Wolfram (GER)           | AB-2                            |
| Directeur sportif : Rafael Hennes |                                 |                                 |

| Sélection nationale du Danemark      | Sélection nationale du Danemark | Sélection nationale du Danemark |
| ------------------------------------ | ------------------------------- | ------------------------------- |
| Num                                  | Coureur                         | Pos                             |
| 111                                  | Pernille Mathiesen (DEN)        | 19e                             |
| 112                                  | Trine Holmsgaard (DEN)          | AB-4                            |
| 113                                  | Rikke Lonne (DEN)               | AB-4                            |
| 114                                  | Michelle Lauge Quaade (DEN)     | 58e                             |
| 115                                  | Trine Andersen (DEN)            | AB-4                            |
|                                      | Mette Fischer (DEN)             | AB-2                            |
| Directeur sportif : Catherine Marsal |                                 |                                 |

| NWV Groningen-UPlus                  | NWV Groningen-UPlus             | NWV Groningen-UPlus |
| ------------------------------------ | ------------------------------- | ------------------- |
| Num                                  | Coureur                         | Pos                 |
| 121                                  | Anne Marijn van der Graaf (NED) | AB-2                |
| 122                                  | Wendy Oosterwoud (NED)          | NP-4                |
| 123                                  | Loes Adegeest (NED)             | 34e                 |
| 125                                  | Paullen Koster (NED)            | 69e                 |
|                                      | Nynke Pellikaan (NED)           | AB-2                |
|                                      | Femke Markus (NED)              | 27e                 |
| Directeur sportif : Elske Oosterwoud |                                 |                     |

| Team Drenthe-WV de Kannibaal        | Team Drenthe-WV de Kannibaal | Team Drenthe-WV de Kannibaal |
| ----------------------------------- | ---------------------------- | ---------------------------- |
| Num                                 | Coureur                      | Pos                          |
| 131                                 | Sanne Bouwmeester (NED)      | 48e                          |
| 132                                 | Fllor Weerink (NED)          | AB-4                         |
| 135                                 | Mareille Meijering (NED)     | AB-4                         |
| 136                                 | Bettina Zijlstra (NED)       | AB-4                         |
|                                     | Janieke Kalsbeek (NED)       | 55e                          |
|                                     | Nicole Clex (NED)            | 60e                          |
| Directeur sportif : Rudi Groenendal |                              |                              |

| Jan van Arckel                | Jan van Arckel            | Jan van Arckel |
| ----------------------------- | ------------------------- | -------------- |
| Num                           | Coureur                   | Pos            |
| 141                           | Evy Kuijpers (NED)        | 46e            |
| 142                           | Danique Braam (NED)       | 35e            |
| 143                           | Lily Schuitemaker (NED)   | AB-4           |
| 144                           | Winanda Spoor (NED)       | 32e            |
| 145                           | Mylene de Zoete (NED)     | 36e            |
| 146                           | Bente van Teeseling (NED) | 56e            |
| Directeur sportif : Wim Kruis |                           |                |

| WV Zeeuws-Vlaanderen                | WV Zeeuws-Vlaanderen     | WV Zeeuws-Vlaanderen |
| ----------------------------------- | ------------------------ | -------------------- |
| Num                                 | Coureur                  | Pos                  |
| 151                                 | Arianna Pruisscher (NED) | AB-5                 |
| 152                                 | Alexandra Nessmar (SWE)  | AB-4                 |
| 153                                 | Céline van Houtum (NED)  | 59e                  |
| 154                                 | Liisa Ehrberg (EST)      | AB-4                 |
| 155                                 | Kaat Hannes (BEL)        | 51e                  |
| 156                                 | Frida Knutsson (SWE)     | NP-4                 |
| Directeur sportif : Eric Verstraten |                          |                      |

| Restore                           | Restore                   | Restore |
| --------------------------------- | ------------------------- | ------- |
| Num                               | Coureur                   | Pos     |
| 161                               | Kirstie van Haaften (NED) | 49e     |
| 162                               | Phaedra Krol (NED)        | AB-4    |
| 163                               | Minke Bakker (NED)        | 47e     |
| 164                               | Maaike Meistrok (NED)     | AB-4    |
| 165                               | Esther van Leeuwe (NED)   | 70e     |
| Directeur sportif : Jos Jongerius |                           |         |

| Swaboladies                   | Swaboladies               | Swaboladies |
| ----------------------------- | ------------------------- | ----------- |
| Num                           | Coureur                   | Pos         |
| 172                           | Nienke Wasmus (NED)       | 38e         |
| 173                           | Tessa Neefjes (NED)       | AB-4        |
| 174                           | Amber van der Hulst (NED) | 33e         |
| 175                           | Melanie Klement (NED)     | AB-2        |
| 176                           | Nicole Steigenga (NED)    | 40e         |
|                               | Marissa Baks (NED)        | AB-4        |
| Directeur sportif : Hans Blom |                           |             |

| Torelli-Kuota-Brother           | Torelli-Kuota-Brother   | Torelli-Kuota-Brother |
| ------------------------------- | ----------------------- | --------------------- |
| Num                             | Coureur                 | Pos                   |
| 181                             | Alice Sharpe (IRL)      | AB-4                  |
| 182                             | Stephanie Mottram (GBR) | AB-2                  |
| 183                             | Laura Massey (GBR)      | 62e                   |
| 185                             | Emily Meakin (GBR)      | AB-4                  |
| 186                             | Rhona Callander (GBR)   | 45e                   |
| Directeur sportif : Tony Orrell |                         |                       |

| Maxx-Solar                       | Maxx-Solar           | Maxx-Solar |
| -------------------------------- | -------------------- | ---------- |
| Num                              | Coureur              | Pos        |
| 193                              | Annina Jenal (AUT)   | NP-5       |
| 194                              | Carolin Schiff (GER) | NP-5       |
| 195                              | Gudrun Stock (GER)   | NP-5       |
| 196                              | Beate Zanner (GER)   | NP-5       |
|                                  | Eva Luca (GER)       | AB-2       |
| Directeur sportif : Bert Dressel |                      |            |

Source.

## Organisation et règlement

### Organisation
Le président de l'organisation est Thijs Rondhuis. Il est assisté de Rikus Sunderman et Daniëlle Lissenberg-Bekkering.

### Partenaires
La course est financée par Healthy Ageing.

### Règlement de la course

#### Délais
Lors d'une course cycliste, les coureurs sont tenus d'arriver dans un laps de temps imparti à la suite du premier pour pouvoir être classés. Les délais prévus sont de 10 % pour toutes les étapes en ligne et 33 % pour le contre-la-montre par équipes. Aucun délais ne s'applique au contre-la-montre individuel. La règle des trois kilomètres s'applique conformément au règlement UCI.

#### Contre-la-montre par équipes
Contrairement à l'année précédente, les temps réels sont pris en compte pour le contre-la-montre par équipes. Pour le classement par équipes, le temps de l'équipe durant l'étape est multiplié par trois. Le temps est pris sur la quatrième coureuse. Si une coureuse est distancée, son temps réel est pris en compte pour le classement général.

#### Classements et bonifications
Le classement général individuel au temps est calculé par le cumul des temps enregistrés dans chacune des étapes parcourues. Des bonifications et d'éventuelles pénalisations sont incluses dans le calcul du classement. Le coureur qui est premier de ce classement est porteur du maillot jaune. En cas d'égalité au temps, les centièmes de secondes du contre-la-montre sont pris en considération. En cas de nouvelle égalité, la somme des places obtenues sur chaque étape départage les concurrentes.
Des bonifications sont attribuées dans cette épreuve. L'arrivée des étapes donne dix, six et quatre secondes de bonifications aux trois premières sauf sur l'étape 3a qui attribue six, quatre et deux secondes de bonus. Par ailleurs, durant la course, il existe des sprints intermédiaires dont les trois premiers sont récompensés respectivement de trois secondes, deux secondes et une seconde.

##### Classement par points
Le maillot vert, récompense le classement par points. Celui-ci se calcule selon le classement lors des arrivées d'étape.
Les étapes en ligne et le contre-la-montre individuel attribuent aux quinze premières des points selon le décompte suivant : 25, 20, 16, 14, 12, 10, 9, 8, 7, 6, 5, 4, 3, 2 et 1. En cas d'égalité, les coureurs sont prioritairement départagés par le nombre de victoires d'étapes. Si l'égalité persiste, la place obtenue au classement général entrent en compte. Pour être classé, un coureur doit avoir terminé la course dans les délais.

##### Classement des sprints
Le maillot orange, récompense le classement des sprints. Des sprints intermédiaires attribuent 3, 2 et 1 points aux trois premières. En cas d'égalité, le dernier sprint départage les concurrentes.

##### Classement de la meilleure jeune
Le classement de la meilleure jeune ne concerne qu'une certaine catégorie de coureuses, celles étant âgées de moins de 23 ans. C'est-à-dire aux coureuses nées après le 1er janvier 1996. Ce classement, basé sur le classement général, attribue au premier un maillot blanc.

##### Prix de la combativité
Le jury des commissaires attribue un prix de la combativité à la fin de chaque étape à une coureuse. Elle porte le maillot rouge. Il n'y a pas de classement final pour ce prix.

##### Classement de la meilleure Néerlandaise en club
Le classement de la meilleure Néerlandaise en club ne concerne qu'une certaine catégorie de coureuses, celles de nationalité Néerlandaise courant dans une équipe régionale ou amateur. Ce classement, basé sur le classement général, attribue au premier un maillot bleu.

##### Classement de la meilleure équipe
Le temps au classement général des trois meilleures coureuses de chaque équipe est additionné. Les bonus ne comptent pas à l'inverse des pénalités. En cas d'égalité, les places des trois meilleures coureuses de chaque équipe sont additionnées.

##### Répartition des maillots
Chaque coureuse en tête d'un classement est porteuse du maillot ou du dossard distinctif correspondant. Cependant, dans le cas où une coureuse dominerait plusieurs classements, celle-ci ne porte qu'un seul maillot distinctif, selon une priorité de classements. Le classement général au temps est le classement prioritaire, suivi du classement par points, du classement des sprints, du classement de la meilleure jeune, du classement de la combativité et de celui de la meilleure Néerlandaise. Si ce cas de figure se produit, le maillot correspondant au classement annexe de priorité inférieure n'est pas porté par celui qui domine ce classement mais par son deuxième.

#### Primes
Les étapes en ligne, permettent de remporter les primes suivantes:
| Position | 1er   | 2e    | 3e    | 4e    | 5e    | 6e   | 7e   | 8e   | 9e   | 10e  |
| Prix     | 275 € | 170 € | 115 € | 105 € | 100 € | 85 € | 75 € | 65 € | 65 € | 65 € |

En sus, les coureuses placées de la 11e à la 15e place gagnent 40 €.
Les deux demi-étapes et le classement par équipes rapportent quant à elles :
| Position | 1er   | 2e    | 3e   | 4e   | 5e   | 6e   | 7e   | 8e   | 9e   | 10e  |
| Prix     | 165 € | 115 € | 90 € | 80 € | 65 € | 60 € | 60 € | 60 € | 60 € | 60 € |

En sus, les coureuses placées de la 11e à la 15e place gagnent 35 €.
Le classement général final attribue les sommes suivantes :
| Position | 1er   | 2e    | 3e    | 4e    | 5e    | 6e   | 7e   | 8e   | 9e   | 10e  |
| Prix     | 286 € | 182 € | 128 € | 116 € | 106 € | 92 € | 84 € | 76 € | 76 € | 76 € |

En sus, les coureuses placées de la 11e à la 14e place gagnent 43 €, la quinzième  46 €.

#### Prix
Le port du maillot jaune rapporte 50 € par jour, les quatre autres maillots 25 €. Les classements finals par points, des sprints, de la meilleure jeune, de la meilleure Néerlandaise et par équipes attribuent :
| Position | 1er  | 2e   | 3e   | 4e   | 5e   | 6e | 7e | 8e | 9e | 10e |
| Prix     | 75 € | 60 € | 50 € | 25 € | 15 € | €  | €  | €  | €  | €   |

#### Pistes cyclables
Il est interdit d'emprunter les pistes cyclables et autres trottoirs qui ne sont pas explicitement inclus dans le parcours.